# Xi1 Canis Majoris
Xi1 Canis Majoris (ξ1 CMa / 4 Canis Majoris) es una estrella en la constelación del Can Mayor de magnitud aparente +4,33.
Comparte la denominación de Bayer «Xi» con la ξ2 Canis Majoris, las dos separadas visualmente 51 minutos de arco. Físicamente no están relacionadas, ya que Xi1 Canis Majoris se encuentra aproximadamente a 1380 años luz del sistema solar, mientras que Xi2 Canis Majoris está a un tercio de dicha distancia.

## Características
Xi1 Canis Majoris es una subgigante blanco-azulada de tipo espectral B0.7IV.
Su temperatura efectiva es de 27.000 - 27.720 K y brilla con una luminosidad bolométrica —en todas las longitudes de onda— 25.100 veces mayor que la luminosidad solar.
Con un radio 7,1 veces más grande que el del Sol, gira sobre sí misma con una velocidad de rotación proyectada entre 10 y 20 km/s, lenta para una estrella de sus características.
Xi1 Canis Majoris presenta una metalicidad inferior a la solar ([Fe/H] = -0,18).
Tiene una masa de 12,5 masas solares y una edad de 23,6 millones de años.
Al ser tan masiva, finalizará su vida explosionando violentamente en forma de supernova.

## Posible variabilidad y campo magnético
Es posible que Xi1 Canis Majoris sea una variable del tipo Beta Cephei, aunque su variabilidad no está contrastada.
Por otra parte, posee un campo magnético que fue detectado por primera vez en 2006. Otras variables Beta Cephei en donde se han detectado campos magnéticos son β Cephei —prototipo del grupo— y V2052 Ophiuchi.